# Temelucha lucida
Temelucha lucida là một loài tò vò trong họ Ichneumonidae.